# Susanne Fricke
Susanne Fricke  (* 1967) ist eine deutsche Psychologische Psychotherapeutin. Sie beschäftigt sich mit Zwangsstörungen und Zwangsspektrumstörungen.

## Leben
Fricke studierte Psychologie an der Julius-Maximilians-Universität Würzburg. Sie ist als Privatdozentin an der Universität Hamburg als Dozentin und Supervisorin an verschiedenen Ausbildungsinstituten in der Aus- und Weiterbildung von Psychologen und Ärzten, als Autorin und Mitautorin von Publikationen zu Zwangsstörungen und anderen Themen, sowie als approbierte Psychotherapeutin seit 2010 in eigener Praxis tätig. 2003 erhielt sie den Wissenschaftspreis der Deutschen Gesellschaft für Zwangserkrankungen (DGZ).

## Werke
- Susanne Fricke: Verhaltenstherapie bei Zwangsstörungen: Fallbasierte Therapiekonzepte. Elsevier-Verlag, 2006, ISBN 3-437-24060-9.
- S. Fricke: Therapie-Tools Zwangsstörungen. Beltz, Weinheim 2016.
- S. Fricke, K. Armour: Dem Zwang die rote Karte zeigen. Ein Ratgeber für Kinder, Jugendliche und ihre Eltern. 2. Auflage. Balance Buch- und Medienverlag, Köln 2015.
- S. Fricke, I. Hand: Zwangsstörungen verstehen und bewältigen. Hilfe zur Selbsthilfe. 7. Auflage. Balance Buch- und Medienverlag, Köln 2016.
- K. Vollmeyer, S. Fricke: Die eigene Haut retten. Hilfe bei Skin Picking. 3. Auflage. Balance Buch- und Medienverlag, Köln 2016.
- M. Rufer, S. Fricke: Der Zwang in meiner Nähe. Rat und Hilfe für Angehörige zwangskranker Menschen. Verlag Hans Huber, Bern 2016.
- S. Fricke: Einfluss von Persönlichkeitsstörungen und Persönlichkeitsakzentuierungen auf den Erfolg einer multimodalen Verhaltenstherapie bei Zwangserkrankungen. kassel university press, 2003, ISBN 3-89958-019-2.
- S. Fricke: Umgang mit zwangserkrankten Menschen. Psychiatrieverlag, 2007, ISBN 978-3-88414-899-0.